# Touwia elliptica
Touwia elliptica là một loài Rêu trong họ Neckeraceae. Loài này được (Bosch & Sande Lac.) S. Olsson, Enroth & D. Quandt miêu tả khoa học đầu tiên.